# Willem Jacob ’s Gravesande

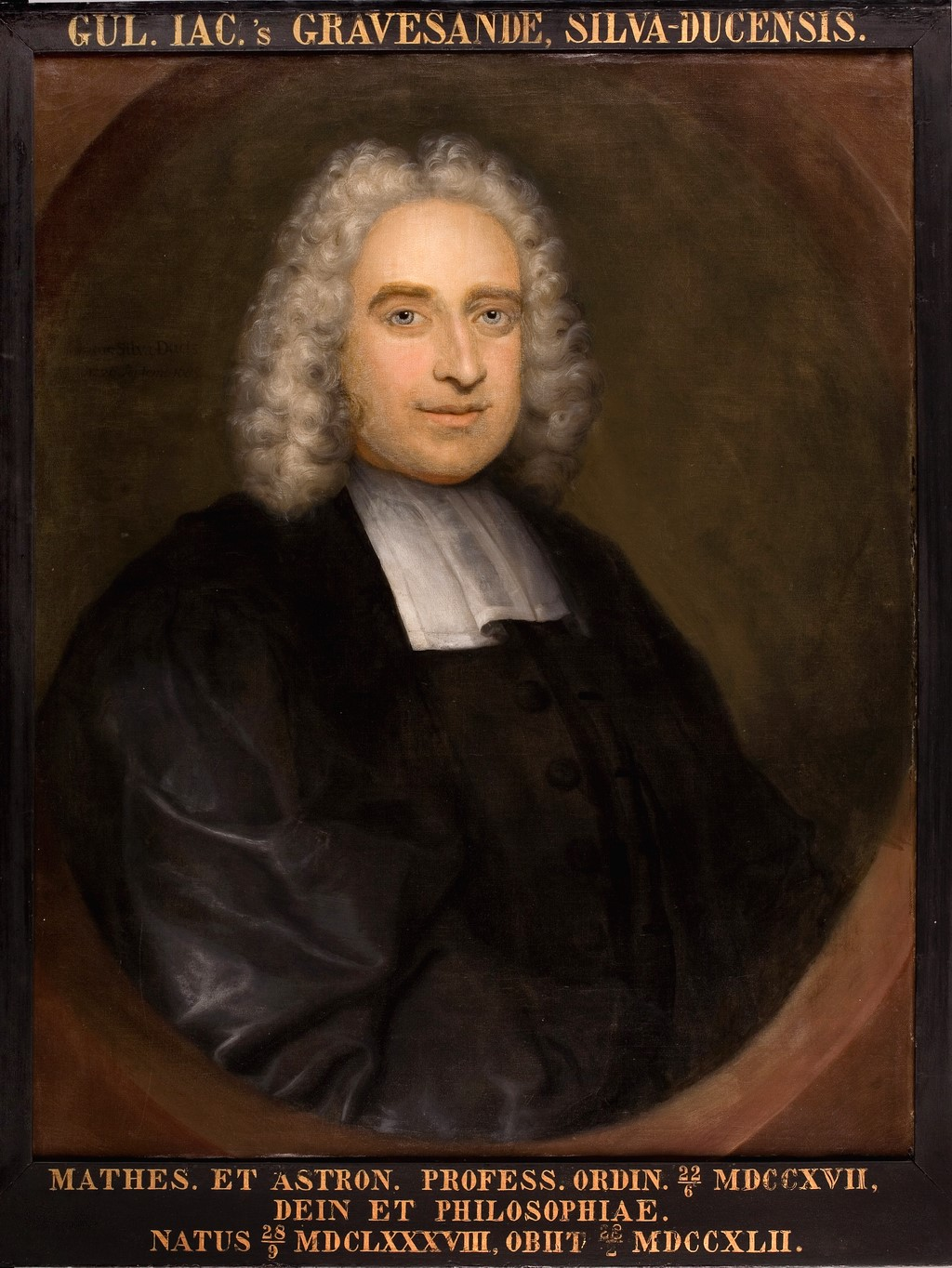
Willem Jacob ’s Gravesande

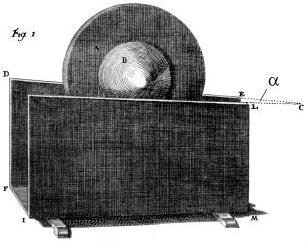
Der aufwärtsrollende Doppelkegel; Abbildung aus dem Werk Physices Elementa Mathematica von Willem Jacob ’s Gravesande aus dem Jahr 1748

Willem Jacob ’s Gravesande (* 26. September 1688 in Herzogenbusch; † 28. Februar 1742 in Leiden) war ein niederländischer Astronom, Philosoph, Physiker und Mathematiker.

## Leben und Wirken
Sein Vater, Dirk Storm van ’s Gravesande (1646–1716), war Sheriff der Stadt Herzogenbusch und Verwalter der Ländereien von Wilhelm III., König von England, und später von Wilhelm IV., Prinz von Oranien. Seine Mutter war die Anna Louisa Blom (1653–1724). Das Ehepaar war seit dem 11. Juli 1681 miteinander verheiratet und hatte insgesamt acht Söhne und eine Tochter. Sein Großvater mütterlicherseits war Johannes Heurnius, Professor an der Universität von Leiden.
Bereits im Alter von sechzehn Jahren studierte Willem Jacob ’s Gravesande Rechtswissenschaften an der Universität von Leiden und promovierte im Jahr 1707 mit einer Dissertation zum Thema Selbstmord.
Im Jahr 1715 bereiste ’s Gravesande anlässlich der Krönung von Georg I. als Mitglied einer Delegation die britische Hauptstadt London. Während seines anschließenden einjährigen Aufenthaltes in London wurde er Mitglied der Royal Society und machte dort Bekanntschaft mit Isaac Newton, John Theophilus Desaguliers, und dem schottischen Mathematiker John Keill.
1717 wird ’s Gravesande Professor für Astronomie und Mathematik an der Universität Leiden. Die Lehrstühle für zivile und militärische Architektur und für Philosophie folgen in den Jahren 1730 und 1734. 1723/24 amtierte er als Rektor der Universität.
Ein von dem deutschen Uhrmacher und Erfinder Johann Bessler erfundenes und am 6. Juni 1712 in Gera der Öffentlichkeit vorgestelltes Rad, welches sich angeblich ohne Antrieb drehte und damals großes Aufsehen erregte, wurde von ’s Gravesande bis 1722 mehrmals inspiziert.
1720 heiratete er Anna Savelaire, mit der er zwei Söhne hatte.
Für die praktische Demonstration seiner Lehre entwarf ’s Gravesande eine Vielzahl von Geräten und Instrumenten, die von dem Instrumentenbauer Jan van Musschenbroek, Bruder des Physikprofessors Pieter van Musschenbroek, verwirklicht wurden.
Die Arbeiten ’s Gravesandes hatten einen starken Einfluss auf die experimentelle Physik des achtzehnten Jahrhunderts. Einige Modelle seiner Instrumente befinden sich im Institut und Museum für Wissenschaftsgeschichte in Florenz.
Willem Jacob ’s Gravesande lehrte zeitlebens an der Universität von Leiden. Einladungen von Zar Peter I. an die Kaiserliche Akademie der Wissenschaften von Sankt Petersburg und von Friedrich II. von Preußen an die Berliner Akademie schlug er aus.

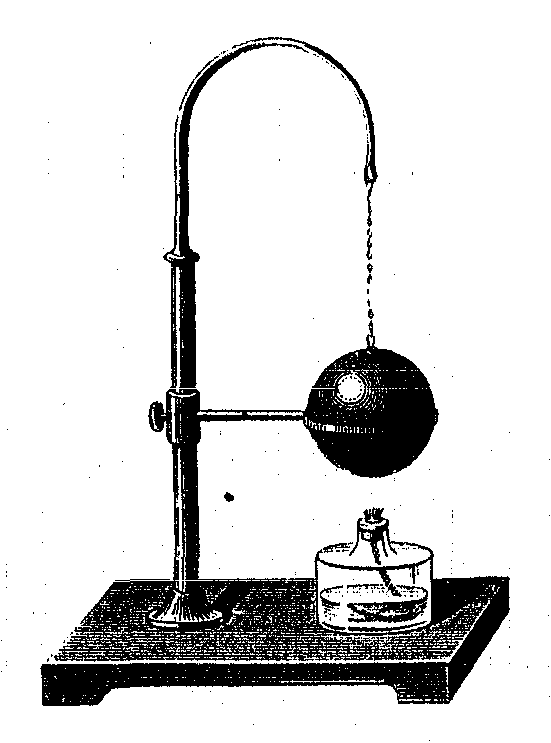
Der Ring des Willem 's Gravesande

Einen wichtigen Beitrag in der Mechanik war sein Experiment mit zwei Messingkugeln welcher er mit unterschiedlicher Geschwindigkeit auf eine geglättete, weiche Oberfläche aus Ton fallen ließ. 'S Gravesandes zeigte, dass beispielsweise eine doppelt so schnell fallende Kugel eine viermal so tiefe Grube hervorruft, eine dreimal so schnell fallende Kugel eine neunmal so tiefer Grube schafft und so weiter. Er teilte seine Ergebnisse Émilie du Châtelet mit. Beide standen miteinander in Briefwechsel.
Du Châtelet korrigierte dann die Newton-Formel E = mv der kinetischen Energie zu E ∝ mv2, dabei steht E = mv für die kinetische Energie (später wird ein Faktor von 1/2 hinzugefügt: {\displaystyle E_{k}={\tfrac {1}{2}}mv^{2}}).
Das Konzept der kinetischen Energie wurde von Émilie du Châtelet, aufbauend auf Überlegungen von Gottfried Wilhelm Leibniz, als Vis Viva, Lebendige Kraft und den Experimenten von ’s Gravesande eingeführt. Sie vertrat genau so wie Leibniz die Theorie, dass die kinetische Energie proportional zu v² sein müsse. Isaac Newton hatte hingegen die Ansicht vertreten, die Bewegungsenergie sei der Geschwindigkeit proportional. Sie erkannte in den Versuchen von Willem Jacob ’s Gravesande die Bestätigung der Ideen Leibniz’. Bis zu diesem Zeitpunkt vertrat man die Ansicht von Newton, die Bewegungsenergie sei der Geschwindigkeit proportional (siehe auch Beschleunigung).

## Instrumente
- Aufwärtsrollender Doppelkegel

## Eponyme
2001 wurde der Asteroid (9682) Gravesande nach ihm benannt.

## Schriften in deutscher Übersetzung
- Verwendung der dunklen Kammer für das Zeichnen, in: Sarah Kofman, Camera obscura. Von der Ideologie, herausgegeben und aus dem Französischen übersetzt von Marco Gutjahr, Wien/Berlin: Turia + Kant 2014, S. 91–123.

## Schriften
- Physices elementa mathematica, experimentis confirmata. 2 Bände (1720/21)
- Philosophiae Newtonianae institutiones, in usus academicos. (1723)